# سعید گلکار
سعید گلکار یک دانشمند علوم سیاسی ایرانی-آمریکایی، دانشیار دانشگاه تنسی در چاتانوگا، عضو ارشد مؤسسه تونی بلر برای تغییر جهانی، و مشاور ارشد سیاست‌گذاری در سازمان «متحد علیه ایران هسته‌ای» (UANI) است. گلکار دارای مدرک دکترای علوم سیاسی از دانشگاه تهران است و پیش از این در دانشگاه‌های برجسته‌ای در ایالات متحده، از جمله استنفورد و نورث‌وسترن، به تدریس و پژوهش مشغول بوده است. او یکی از برجسته‌ترین پژوهشگران در زمینه بسیج و سازوکارهای کنترل اجتماعی در ایران به‌شمار می‌رود.

## زندگینامه
سعید گلکار در ایران متولد شد و تحصیلات دانشگاهی خود، از جمله دکترای علوم سیاسی از دانشگاه تهران را در همان‌جا به پایان رساند. او در سال ۲۰۱۰ به ایالات متحده آمریکا مهاجرت کرد و فعالیت‌های علمی خود را آغاز نمود؛ به‌عنوان پژوهشگر و مدرس در دانشگاه‌های معتبر از جمله استنفورد و نورث‌وسترن به کار پرداخت. پس از آن، به سمت دانشیار در گروه علوم سیاسی دانشگاه تنسی در چاتانوگا منصوب شد. علاوه بر این،  گلکار به‌عنوان عضو ارشد در مؤسسه تونی بلر برای تغییر جهانی فعالیت می‌کند و همچنین مشاور ارشد سیاست‌گذاری در سازمان "متحد علیه ایران هسته ای" است.
گلکار پیش‌تر به‌عنوان پژوهشگر مهمان در مؤسسه واشنگتن برای سیاست خاور نزدیک فعالیت کرده است. او از طریق این مؤسسه مقالات و تحلیل‌هایی منتشر کرده که عمدتاً به سیاست داخلی ایران، امنیت منطقه‌ای و نقش شبه‌نظامیان در کشور می‌پردازند.

## حوزه‌ پژوهشی و دیدگاه‌های کلیدی
گلکار در سیاست رژیم‌های اقتدارگرا تخصص دارد، با تمرکز ویژه بر ایران. پژوهش‌های او به بررسی سازوکارهای کنترل اجتماعی می‌پردازد که توسط دولت ایران، به‌ویژه از طریق سازمان‌های شبه‌نظامی مانند بسیج، اعمال می‌شوند. گلکار به‌طور گسترده‌ای به‌عنوان یکی از برجسته‌ترین کارشناسان در زمینه بسیج و سپاه پاسداران انقلاب اسلامی (سپاه) شناخته می‌شود.
استدلال اصلی گلکار این است که بسیج صرفاً یک نیروی نظامی یا امنیتی نیست، بلکه یک شبکه‌ گسترده‌ اجتماعی و سیاسی است که به تمامی ابعاد زندگی در ایران نفوذ کرده است. او معتقد است بسیج ابزار اصلی سرکوب سیاسی، تلقین ایدئولوژیک و گسترش ترس در جامعه است؛ وضعیتی که گلکار آن را «جامعه اسیر» می‌نامد. به‌گفته‌ی او، وظیفه‌ اصلی بسیج، حفظ ثبات رژیم از طریق نظارت، ارعاب، و تحمیل همسویی ایدئولوژیک در سراسر جامعه است.
در کتاب پیشگامانه‌ خود با عنوان جامعه اسیر: شبه‌نظامیان بسیج و کنترل اجتماعی در ایران پس از انقلاب (۲۰۱۵)، گلکار نخستین تحلیل جامع از بسیج، اصلی‌ترین سازمان شبه‌نظامی جمهوری اسلامی، را ارائه می‌دهد. او با بهره‌گیری از منابع متنوعی – از جمله انتشارات رسمی بسیج و سپاه پاسداران، وب‌سایت‌ها، وبلاگ‌ها، همچنین مصاحبه‌ها و نظرسنجی‌هایی که شخصاً انجام داده – به بررسی تاریخچه، ساختار، و نفوذ گسترده بسیج در جامعه، اقتصاد و نظام آموزشی ایران می‌پردازد.
گلکار استدلال می‌کند که بسیج ابزاری کلیدی برای سرکوب مخالفت‌ها، بسیج حامیان رژیم، و گسترش تبلیغات حکومتی است. او تأکید دارد که بسیاری از ایرانیان نه از سر تعهد ایدئولوژیک، بلکه به دلایل عمل‌گرایانه‌ای مانند مزایای اقتصادی، دسترسی ترجیحی به آموزش عالی، و فرصت‌های شغلی به بسیج می‌پیوندند. با این حال، رژیم با تشدید تلاش‌های ایدئولوژیک سعی در حفظ وفاداری اعضا دارد؛ روندی که به رادیکالیزه شدن برخی از اعضا و در عین حال به بیگانگی و نارضایتی عمومی در سطح جامعه منجر می‌شود.
کتاب او با استقبال گسترده‌ای روبرو شد، در سال ۲۰۱۵ از سوی نشریه Foreign Affairs به‌عنوان یکی از کتاب‌های برجسته در حوزه حقوق بشر انتخاب شد، و از آن به‌عنوان «اثری پیشگام در فهم سیاست ایران» یاد شده است. همچنین این کتاب موفق به دریافت مدال نقره‌ای جایزه کتاب از مؤسسه واشنگتن شد.
پژوهش‌های گلکار به‌طور مکرر در مباحث دانشگاهی و پوشش رسانه‌های بین‌المللی درباره ایران، رژیم‌های اقتدارگرا و جامعه مدنی مورد استناد قرار می‌گیرند.

## انتشارات
گلکار، سعید. جامعهٔ اسیر: شبه‌نظامیان بسیج و کنترل اجتماعی در ایران پس از انقلاب. انتشارات مرکز ویلسون / انتشارات دانشگاه کلمبیا، ۲۰۱۵.